# VDD-Herzschrittmacher
Die Funktionsweise der verschiedenen Schrittmachersysteme wird in einem Buchstabencode aus drei bis vier Buchstaben verdeutlicht:
- Der erste Buchstabe bezeichnet die Kammer(n), die stimuliert (paced) werden: A steht für Atrium also Vorhof, V für Ventrikel, D für sowohl Atrium als auch Ventrikel.
- der zweite Buchstabe bezeichnet die Kammer, in der eine (intrinsische) Herzaktion wahrgenommen wird,
- der dritte Buchstabe die Art und Weise, wie der Herzschrittmacher auf die Information reagiert: T bedeutet triggered, also wird zum Beispiel bei einer wahrgenommenen Aktion im Vorhof der Ventrikel stimuliert, I bedeutet inhibited, also wird der Schrittmacher durch eine wahrgenommene Aktion inhibiert und stimuliert die entsprechende Kammer nicht (z. B. VVI-Schrittmacher, der nur eine Sonde benötigt).

Systeme, die die atrioventrikuläre Synchronisation aufrechterhalten, mussten daher bis kürzlich über eine Sonde im Vorhof und im Ventrikel verfügen (in der Regel DDD-Schrittmacher).
Eine VDD-Sonde wird in den rechten Ventrikel implantiert und stimuliert also die rechte Herzkammer (erster Buchstabe V), sie verfügt aber zusätzlich zum ventrikulären Sensing über eine Sensing-Kapazität im Vorhof (zweiter Buchstabe D, also Dual) die ermöglicht, die ventrikuläre Stimulation auf die wahrgenommene atriale Herzaktion zeitlich abzustimmen, ohne dass eine zusätzliche Vorhofsonde implantiert werden muss.
Dieses System eignet sich für Patienten, die über eine ausreichende Sinusfunktion verfügen, also nicht im Vorhof stimuliert werden müssen.